# Дьюсбери, Уильям
Уильям Дьюсбери (англ. William Duesbury; 7 сентября 1725—1786) — английский предприниматель XVIII века, технолог и живописец по фарфору, владелец фарфоровых фабрик Бау, Челси, Дерби и Лонгтан Холла.

## Биография
Уильям Дьюсбери родился 7 сентября 1725 года в графстве Стаффордшир, традиционном районе керамического производства. Уже около 1742 года работал по росписи керамических изделий в Лондоне, где оставался до 1753 года. Позже, в 1754—1755 годах, жил и работал в Лонгтан-Холл, где проживал и его отец. В 1756 году, накопив достаточно денег, по ознакомлении с ведущими фарфоровыми мануфактурами и их изделиями, он решил основать свою фарфоровую фабрику в Дерби на Ноттингем Роуд. Этот проект финансировали местные банкиры Джон и Кристофер Хит. Также своим опытом делился местный мастер-керамист Андре Планше. Умер в ноябре 1786 года, передав фабрику в наследство своему сыну, Уильяму Дьюсбери II.
Уильям Дьюсбери был членом Философского общества Дерби. В 1784 году он объединил предприятия в Дерби и Челси, а в 1786 году соединил в Лондоне три мануфактуры: Челси, Дерби и Бау.

Продукция компании Royal Crown Derby, основанной Дьюсбери, выставлена в ряде музеев — таких, как Музей Виктории и Альберта и Музей и художественная галерея Дерби.